# Кавказькі гори
Кавказькі гори (груз. კავკასიონი, чеч. Кавказан лаьмнаш, вірм. Կովկաս, азерб. Qafqaz, карач.-балк. Кавказ таула, рос. Кавказские горы) — гірська система між Чорним та Каспійським морями.
Поділяється на дві частини: Великий Кавказ та Малий Кавказ.

## Великий Кавказ
Великий Кавказ простягається більш ніж на 1100 км з північного заходу на південний схід, від району Анапи і Таманського півострова до Апшеронського півострова що на узбережжі Каспію. Максимальної ширини Великий Кавказ досягає в районі Ельбрусу (до 180 км). В осьовій частині розміщений Головний Кавказький хребет, на північ від якого простягається ряд паралельних хребтів, зокрема моноклінального характеру. Більша частина південного схилу Великого Кавказу складається з кулеподібних хребтів, які приєднуються до Головного Кавказького хребта.
Традиційно Великий Кавказ поділяють на 3 частини: Західний Кавказ (від Чорного моря до Ельбрусу), Центральний Кавказ (від Ельбрусу до Казбеку) і Східний Кавказ (від Казбеку до Каспійського моря). Великий Кавказ — регіон із великим сучасним зледенінням. Загальна чисельність льодовиків становить близько 2050, займана ними площа — приблизно 1400 км². Більша частина зледенінь Великого Кавказу зосереджено на Центральному Кавказі (50 % від числа і 70 % від загальної площі зледеніння). Головними центрами зледеніння є гора Ельбрус і Безенгійська стіна. Найбільшим льодовиком Великого Кавказу є льодовик Безенгі (довжина якого сягає близько 17 км).

## Малий Кавказ
Малий Кавказ з'єднується з Великим Кавказом Лихським хребтом, на заході відділяється від нього Колхидською низовиною, на сході — Куринською впадиною. Протяжність — близько 600 км, висота — до 3724 м.
Найбільше озеро — Севан.
У Кавказьких горах біля міста Сочі пройшли Зимові Олімпійські ігри 2014 року.

## Найвищі вершини Кавказу

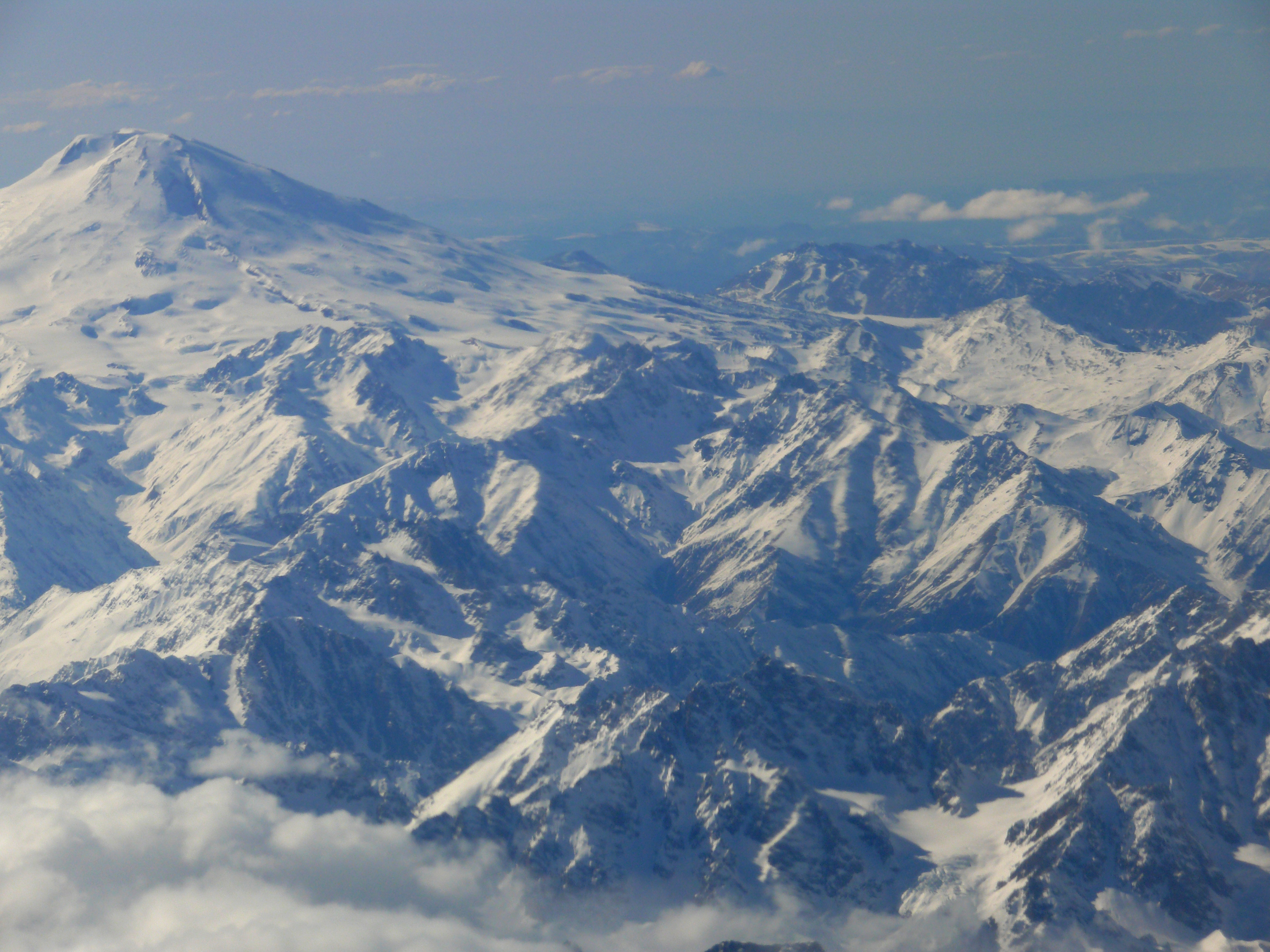

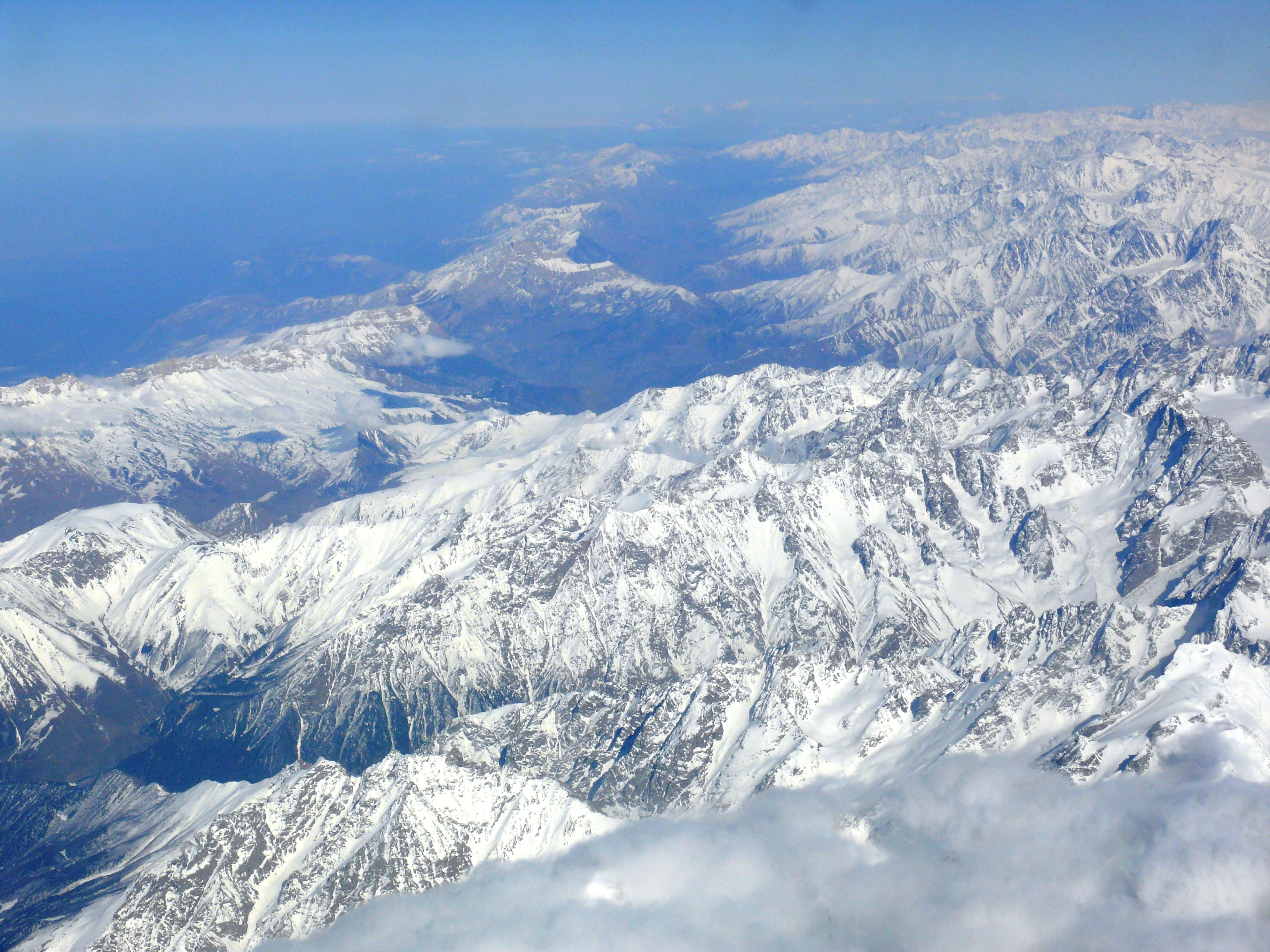

| Вершина                    | Висота (м) | Координати                                                                      | Фото                         |
| -------------------------- | ---------- | ------------------------------------------------------------------------------- | ---------------------------- |
| Ельбрус                    | 5642       | 43°21′11″ пн. ш. 42°26′13″ сх. д. / 43.35306° пн. ш. 42.43694° сх. д.           |                              |
| Дихтау                     | 5204       | 43°03′09″ пн. ш. 43°07′53″ сх. д. / 43.05250° пн. ш. 43.13139° сх. д.           |                              |
| Коштан-тау                 | 5152       | 43°03′00″ пн. ш. 43°12′43″ сх. д. / 43.05000° пн. ш. 43.21194° сх. д.           |                              |
| Пік Пушкіна                | 5100       | 43°00′51″ пн. ш. 43°04′12″ сх. д. / 43.01417° пн. ш. 43.07000° сх. д.           |                              |
| Джангі-тау                 | 5085       | 43°01′18″ пн. ш. 43°03′17″ сх. д. / 43.02167° пн. ш. 43.05472° сх. д.           |                              |
| Шхара                      | 5068       | 42°59′58″ пн. ш. 43°06′42″ сх. д. / 42.99944° пн. ш. 43.11167° сх. д.           |                              |
| Казбек                     | 5034       | 42°42′26″ пн. ш. 44°29′56″ сх. д. / 42.70722° пн. ш. 44.49889° сх. д.           |                              |
| Міжіргі Західна            | 5025       | 43°03′00″ пн. ш. 43°10′00″ сх. д. / 43.05000° пн. ш. 43.16667° сх. д.           |                              |
| Тетнульд                   | 4974       | 43°01′52″ пн. ш. 42°59′34″ сх. д. / 43.03111° пн. ш. 42.99278° сх. д.           |                              |
| Катин-тау або Адиш         | 4970       | 43°01′50″ пн. ш. 43°02′08″ сх. д. / 43.03056° пн. ш. 43.03556° сх. д.           |                              |
| Пік Шота Руставелі         | 4960       | 43°01′33″ пн. ш. 43°02′36″ сх. д. / 43.02583° пн. ш. 43.04333° сх. д.           |                              |
| Гестола                    | 4860       | 43°02′54″ пн. ш. 43°01′28″ сх. д. / 43.04833° пн. ш. 43.02444° сх. д.           |                              |
| Джимарай-хох               | 4780       | 42°43′9″ пн. ш. 44°24′59″ сх. д. / 42.71917° пн. ш. 44.41639° сх. д.            |                              |
| Ушба                       | 4690       | 43°07′37″ пн. ш. 42°38′56″ сх. д. / 43.12694° пн. ш. 42.64889° сх. д.           |                              |
| Тебулосмта                 | 4493       | 42°34′24″ пн. ш. 45°18′43″ сх. д. / 42.57333° пн. ш. 45.31194° сх. д.           |                              |
| Базардюзю                  | 4485       | 41°12′40″ пн. ш. 47°51′47″ сх. д. / 41.21111° пн. ш. 47.86306° сх. д.           |                              |
| Адай-Хох                   | 4408       | 42°44′50″ пн. ш. 43°52′01″ сх. д. / 42.74722° пн. ш. 43.86694° сх. д.           |                              |
| Діклосмта                  | 4285       | 42°29′32″ пн. ш. 45°46′51″ сх. д. / 42.49222° пн. ш. 45.78083° сх. д.           |                              |
| Шахдаг                     | 4243       | 41°16′21″ пн. ш. 48°00′16″ сх. д. / 41.27250° пн. ш. 48.00444° сх. д.           |                              |
| Туфандаг                   | 4191       | 41°09′40″ пн. ш. 47°59′30″ сх. д. / 41.16111° пн. ш. 47.99167° сх. д.           |                              |
| Шалбуздаг                  | 4142       | 41°20′01″ пн. ш. 47°47′50″ сх. д. / 41.33361° пн. ш. 47.79722° сх. д.           |                              |
| Арагац                     | 4094       | 40°30′0″ пн. ш. 44°12′0″ сх. д. / 40.50000° пн. ш. 44.20000° сх. д.             | Найвища точка Малого Кавказу |
| Домбай-Ульген              | 4046       | 43°14′35″ пн. ш. 41°43′40″ сх. д. / 43.24306° пн. ш. 41.72778° сх. д.           |                              |
| Зілга-Хох                  | 3853       | 42°36′36″ пн. ш. 44°13′36″ сх. д. / 42.61000° пн. ш. 44.22667° сх. д.           |                              |
| ПікНР (Центральна вершина) | 3820       | 43°14′58″ пн. ш. 42°43′02″ сх. д. / 43.24944° пн. ш. 42.71722° сх. д.           |                              |
| Цітеліхаті                 | 3026,1     | 42°24′53.35″ пн. ш. 44°20′37.38″ сх. д. / 42.4148194° пн. ш. 44.3437167° сх. д. |                              |